# Wied (contea)
La contea di Wied era uno stato della regione tedesca della Renania-Palatinato, in Germania, collocato presso il fiume Wied nel punto ove incontra il Reno.

## Storia
Wied si distinse quale contea molto prima di altri stati tedeschi. Dal 1243 al 1462 Wied venne unita alla contea di Isenburg andando a formare la contea di Isenburg-Wied, per poi essere però riformata in maniera indipendente. Nel Seicento conobbe due divisioni: una nel 1631 che portò alla formazione della contea di Wied-Dierdorf e una nel 1698 che portò alla formazione delle contee di Wied-Neuwied e Wied-Runkel 1698. Dopo quest'ultima suddivisione, lo stato unitario di Wied cessò ufficialmente di esistere anche se la casata di Wied-Neuwied, che sopravvive fino ai nostri giorni, dopo la divisione assunse il cognome semplicemente di "Wied".

## Reggenti di Wied

### Conti di Wied (1093–1243)
- Matfredo I (c. 860– ?)
- Eberardo
- Matfredo II
- Richvino I
- Richvino II
- Richvino III
- Richvino IV (1093–1112) con
  - Matfredo III (1093–1129)
- Burcardo (? –1152) con
  - Sigfrido (1129–61) con
  - Teodorico (1158–89) con
  - Giorgio, che fu comandante dal 1217-1218 della sezione tedesca della V crociata
- Lotario (? –1243)

Unita a formare la contea di Isenburg-Wied (1243–1462)

### Conti di Wied (1462–1698)
- Federico I (1462–87)
- Guglielmo III, conte di Mörs (1487–1526) con
  - Giovanni I (1487–1533)
- Filippo (1533–35)
- Giovanni II (1535–81)
- Ermanno I (1581–91) con
  - Guglielmo IV (1581–1612) con
  - Ermanno II (1581–1631)
- Federico II (1631–98)

Suddivisione in Wied-Neuwied e Wied-Runkel